# اسکیپ جیمز
نهمیاه کرتیس "اسکیپ" جیمز (به انگلیسی: Nehemiah Curtis "Skip" James) (زادهٔ ۹ ژوئن ۱۹۰۲ - درگذشتهٔ ۳ اکتبر ۱۹۶۹) خواننده، ترانه‌سرا، گیتاریست و پیانیست سبک دلتا بلوز بود. از او به‌عنوان یکی از تاثیرگذارترین هنرمندان دلتا بلوز یاد می‌شود.
دورهٔ فعالیت هنری جیمز به ۲ بخش تقسیم می‌شود. آثار اولیه -و شاخص‌تر- او متعلق به ابتدای دههٔ ۱۹۳۰ میلادی هستند. جیمز از سال ۱۹۳۱ به مدت ۳۰ سال هیچ کاری منتشر نکرد و در ۵ سال پایانی عمرش دوباره به اجرا و ضبط آثاری پرداخت. او بیشتر آثارش را با کوک «رِ مینور» ساخته و اجرا کرده‌است. ژرفای صداهایی که در آثار دههٔ ۱۹۳۰ او شنیده می‌شود به‌دلیل همین کوک نامتعارف است.